# ATP Challenger Lima-2
Das ATP Challenger Lima-2 (offizieller Name: Lima Challenger) ist ein seit 2012 stattfindendes Tennisturnier in Lima. Es ist Teil der ATP Challenger Tour und wird im Freien auf Sand ausgetragen. Guido Pella gewann 2014 den Titeln sowohl im Einzel als auch im Doppel und ist damit zusammen mit Sergio Galdós (zwei Doppeltitel) Rekordsieger.

## Liste der Sieger

### Einzel
| Jahr     | Sieger                   | Finalgegner             | Ergebnis       |
| -------- | ------------------------ | ----------------------- | -------------- |
| 2025     | Juan Carlos Prado Ángelo | Gonzalo Bueno           | 6:2, 7:5       |
| 2024 (2) | Vít Kopřiva              | Elmer Møller            | 6:3, 7:63      |
| 2024 (1) | Juan Manuel Cerúndolo    | Pedro Boscardin Dias    | 6:4, 6:3       |
| 2023 (2) | Luciano Darderi          | Mariano Navone          | 4:6, 6:3, 7:5  |
| 2023 (1) | Álvaro Guillén Meza      | Blaise Bicknell         | 7:63, 6:1      |
| 2022 (2) | Daniel Altmaier          | Tomás Martín Etcheverry | 6:1, 6:74, 6:4 |
| 2022 (1) | Camilo Ugo Carabelli     | Thiago Agustín Tirante  | 6:2, 7:64      |
| 2021 (2) | Nicolás Jarry            | Juan Manuel Cerúndolo   | 6:2, 7:5       |
| 2021 (1) | Hugo Dellien             | Camilo Ugo Carabelli    | 6:3, 7:5       |
| 2020     | Daniel Elahi Galán       | Thiago Agustín Tirante  | 6:1, 3:6, 6:3  |
| 2019     | Thiago Monteiro          | Federico Coria          | 6:2, 6:77, 6:4 |
| 2018     | Cristian Garín (2)       | Pedro Sousa             | 6:4, 6:4       |
| 2017     | Gerald Melzer            | Jozef Kovalík           | 7:5, 7:64      |
| 2016     | Cristian Garín (1)       | Guido Andreozzi         | 3:6, 7:5, 7:63 |
| 2015     | Gastão Elias             | Andrej Martin           | 6:2, 7:64      |
| 2014     | Guido Pella              | Jason Kubler            | 6:2, 6:4       |
| 2013     | Horacio Zeballos         | Facundo Bagnis          | 6:74, 6:3, 6:3 |
| 2012     | Guido Andreozzi          | Facundo Argüello        | 6:3, 6:76, 6:2 |

### Doppel
| Jahr     | Sieger                                | Finalgegner                               | Ergebnis           |
| -------- | ------------------------------------- | ----------------------------------------- | ------------------ |
| 2025     | Boris Arias Federico Zeballos         | Sekou Bangoura Roy Stepanov               | 6:2, 1:6, [12:10]  |
| 2024 (2) | Karol Drzewiecki Piotr Matuszewski    | Luís Britto Gustavo Heide                 | 7:5, 6:4           |
| 2024 (1) | Hady Habib Trey Hilderbrand           | Pedro Boscardin Dias Pedro Sakamoto       | 7:5, 6:3           |
| 2023 (2) | Mateus Alves Eduardo Ribeiro          | Nicolás Barrientos Orlando Luz            | 3:6, 7:5, [10:8]   |
| 2023 (1) | Gonzalo Bueno Adolfo Daniel Vallejo   | Ignacio Buse Jorge Panta                  | 6:4, 6:2           |
| 2022 (2) | Jesper de Jong Max Houkes             | Guido Andreozzi Guillermo Durán           | 7:66, 3:6, [12:10] |
| 2022 (1) | Ignacio Carou Facundo Mena            | Orlando Luz Camilo Ugo Carabelli          | 6:2, 6:2           |
| 2021 (2) | Sergio Galdós (3) Gonçalo Oliveira    | Tomás Barrios Vera Alejandro Tabilo       | 6:2, 2:6, [10:5]   |
| 2021 (1) | Julian Lenz Gerald Melzer             | Nicolás Barrientos Fernando Romboli       | 7:64, 7:63         |
| 2020     | Íñigo Cervantes Oriol Roca Batalla    | Collin Altamirano Witalij Satschko        | 6:3, 6:4           |
| 2019     | Ariel Behar Gonzalo Escobar           | Luis David Martínez Felipe Meligeni Alves | 6:2, 2:6, [10:3]   |
| 2018     | Guido Andreozzi Guillermo Durán       | Ariel Behar Gonzalo Escobar               | 2:6, 7:65, [10:5]  |
| 2017     | Miguel Ángel Reyes Varela Blaž Rola   | Gonçalo Oliveira Grzegorz Panfil          | 7:5, 6:3           |
| 2016     | Sergio Galdós (2) Leonardo Mayer      | Ariel Behar Gonzalo Lama                  | 6:2, 7:67          |
| 2015     | Andrej Martin Hans Podlipnik-Castillo | Rogério Dutra da Silva João Souza         | 6:3, 6:4           |
| 2014     | Sergio Galdós (1) Guido Pella         | Marcelo Demoliner Roberto Maytín          | 6:3, 6:1           |
| 2013     | Andrés Molteni Fernando Romboli       | Marcelo Demoliner Sergio Galdós           | 6:4, 6:4           |
| 2012     | Facundo Argüello Agustín Velotti      | Claudio Grassi Luca Vanni                 | 7:64, 7:65         |